# Laddrif
Laddrif (Vietnamees: Da Lat, Chinees: 日积礁) is een rif in de Zuid-Chinese Zee en is onderdeel van de Spratly-eilanden. De Spratly eilanden, een gebied van meer dan 650 eilanden en riffen, worden geclaimd door China, Vietnam, Taiwan, Filipijnen en Maleisië. Het rif dat bezet wordt door Vietnam is tevens deel van de uiterste grens van het door de Filipijnen geclaimde gebied.
Op 8 juli 1945 liep de Nederlandse onderzeeboot O 19 het rif. Begin jaren negentig was het wrak van de O 19 nog steeds zichtbaar op het rif.